# RN 11 (Zentralafrikanische Republik)
Die Route nationale 11 (abgekürzt RN 11) ist eine Nationalstraße in der Zentralafrikanischen Republik. Die Strecke wird teilweise auch als Route régionale 5 bezeichnet.

## Verlauf und Zustand
Die RN 11 beginnt in Baoro an der Route nationale 3 und führt in Richtung Süden, bis sie einige km östlich von Carnot an der Route nationale 6 endet. An der Straße liegen einige Siedlungen, jedoch keine größeren Städte.
Die Straße ist auf ihrem kompletten Verlauf nicht asphaltiert. Der Zustand ist so schlecht, dass das Befahren der Straße – besonders in der Regenzeit – immer gefährlicher wird und täglich Unfälle passieren. Selbst mit Allradantrieb braucht man 4 Stunden für die knapp 100 km. Dazu kommen bewaffnete Raubüberfälle auf Händler und andere Reisende, die dazu führen, dass in Carnot manche Produkte auf den Märkten rar werden.